# Hiroyuki Hayashi
Hiroyuki Hayashi (japanisch 林 祐征 Hayashi Hiroyuki; * 5. Oktober 1983 in der Präfektur Tokushima) ist ein ehemaliger japanischer Fußballspieler.

## Karriere
Hayashi erlernte das Fußballspielen in der Schulmannschaft der Komatsushima High School. Seinen ersten Vertrag unterschrieb er 2002 bei den Avispa Fukuoka. Der Verein spielte in der zweithöchsten Liga des Landes, der J2 League. 2005 wurde er mit dem Verein Vizemeister der J2 League und stieg in die J1 League auf. Für den Verein absolvierte er 80 Ligaspiele. Im Oktober 2006 wurde er an den V-Varen Nagasaki ausgeliehen. 2007 kehrte er zum Zweitligisten Avispa Fukuoka zurück. Für den Verein absolvierte er 22 Ligaspiele. 2008 wechselte er zum Ligakonkurrenten Tokushima Vortis. Für den Verein absolvierte er 10 Ligaspiele. 2010 wechselte er zum Ligakonkurrenten Tochigi SC. Für den Verein absolvierte er 28 Ligaspiele. 2011 wechselte er zum Ligakonkurrenten Giravanz Kitakyushu. Für den Verein absolvierte er 52 Ligaspiele. Ende 2012 beendete er seine Karriere als Fußballspieler.